# Schlangen
Schlangen település Németországban, azon belül Észak-Rajna-Vesztfália tartományban. Lakosainak száma 9391 fő (2023. december 31.). Schlangen Bad Lippspringe, Hövelhof, Schloß Holte-Stukenbrock, Augustdorf, Detmold és Horn-Bad Meinberg községekkel határos.

## Fekvése
Detmoldtól délre fekvő település.

## Leírása
Schlangen szép fekvésű klimatikus gyógyhely a Teutoburgi erdő déli lejtőjén. Vadászkastélya és ógermán temetkezésihelyei is figyelemreméltók.

## Galéria

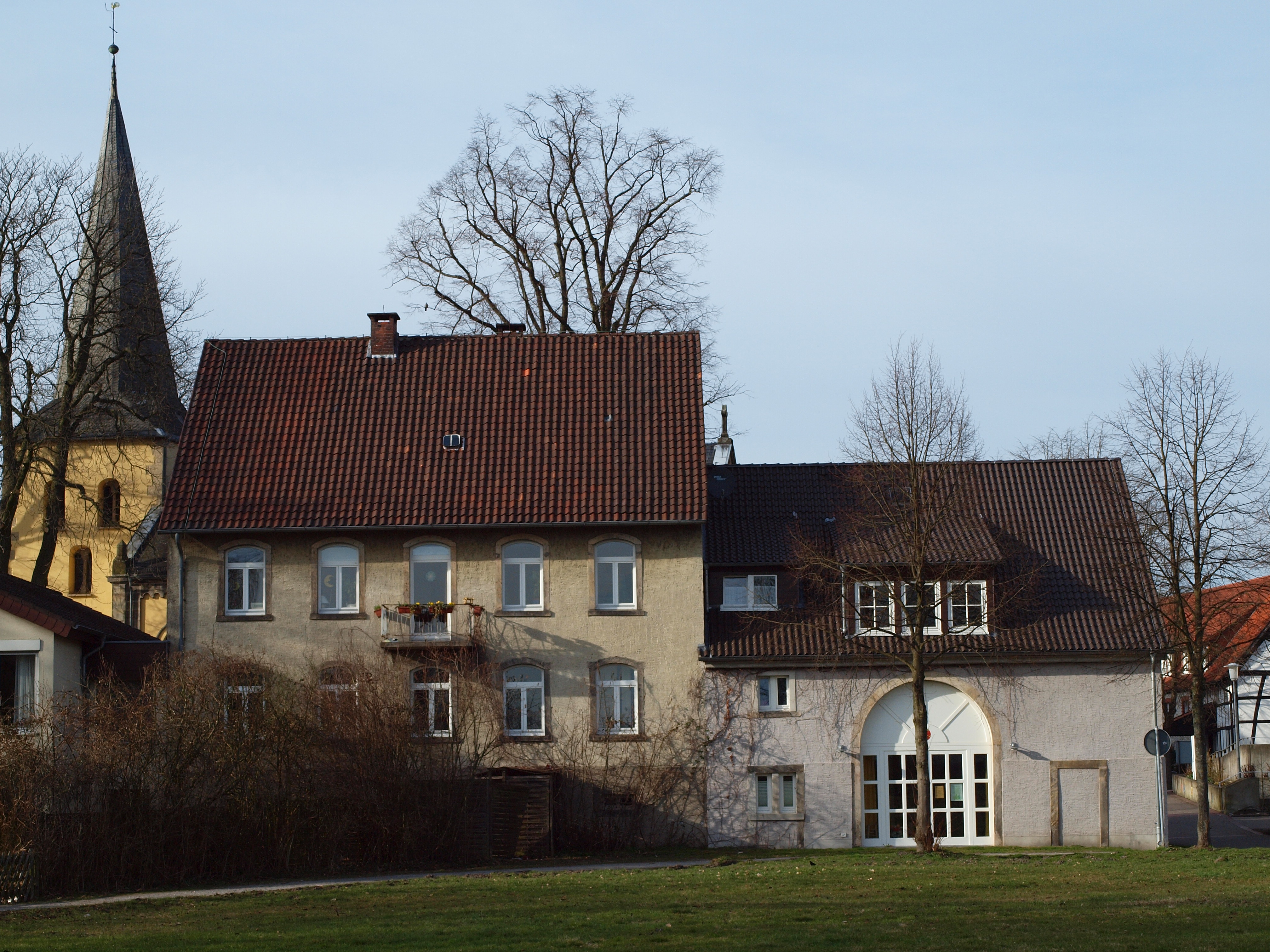
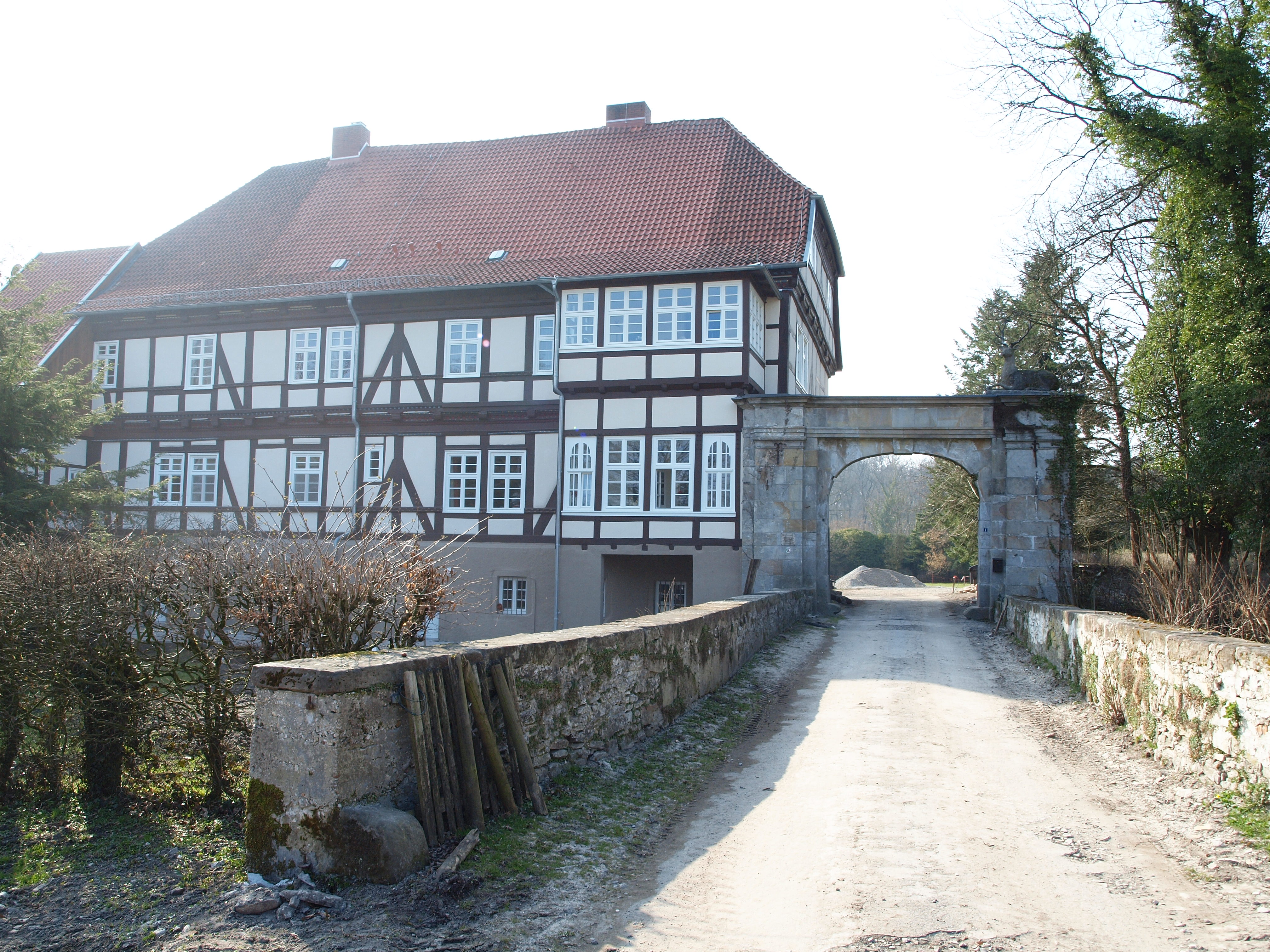
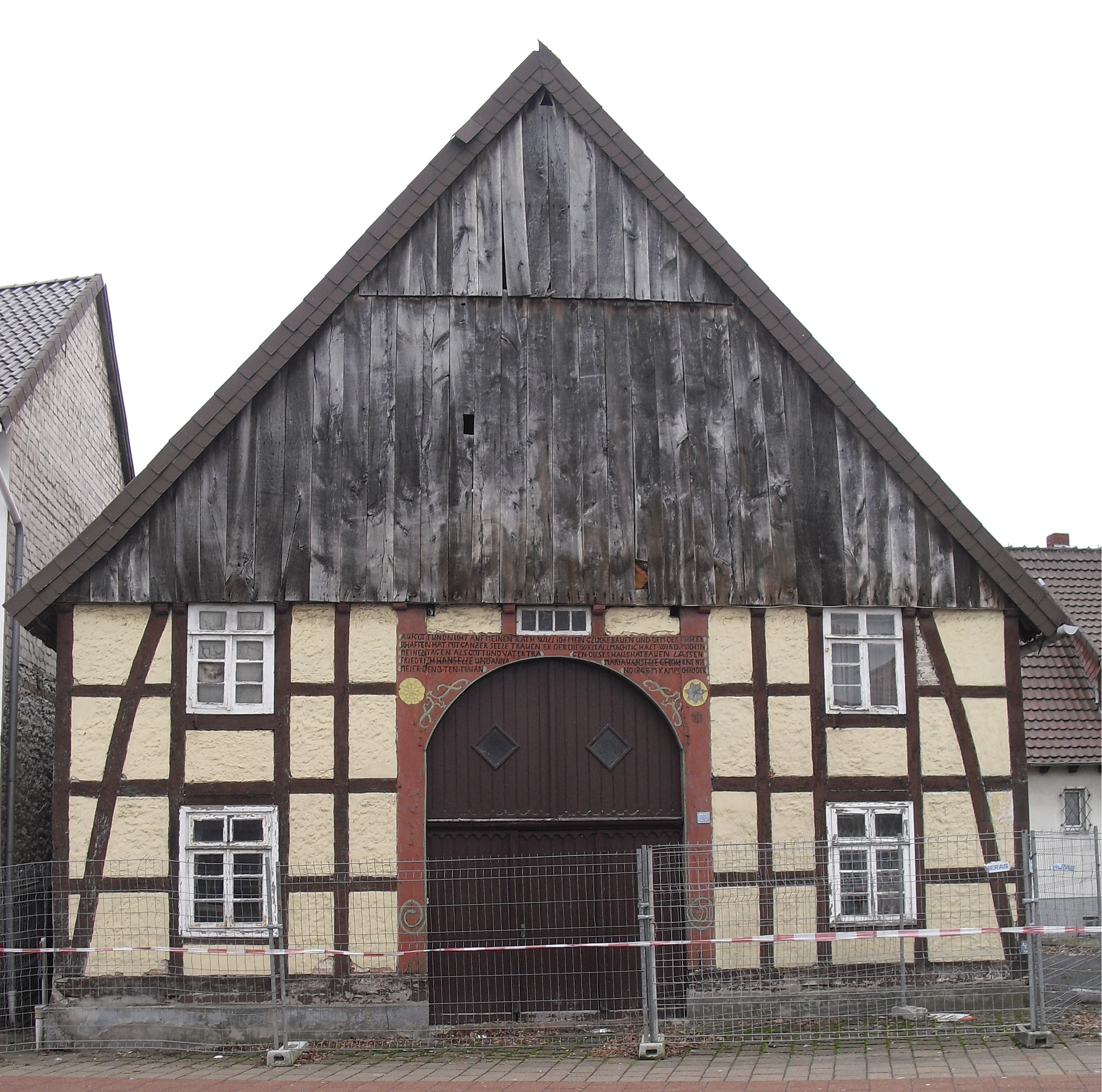
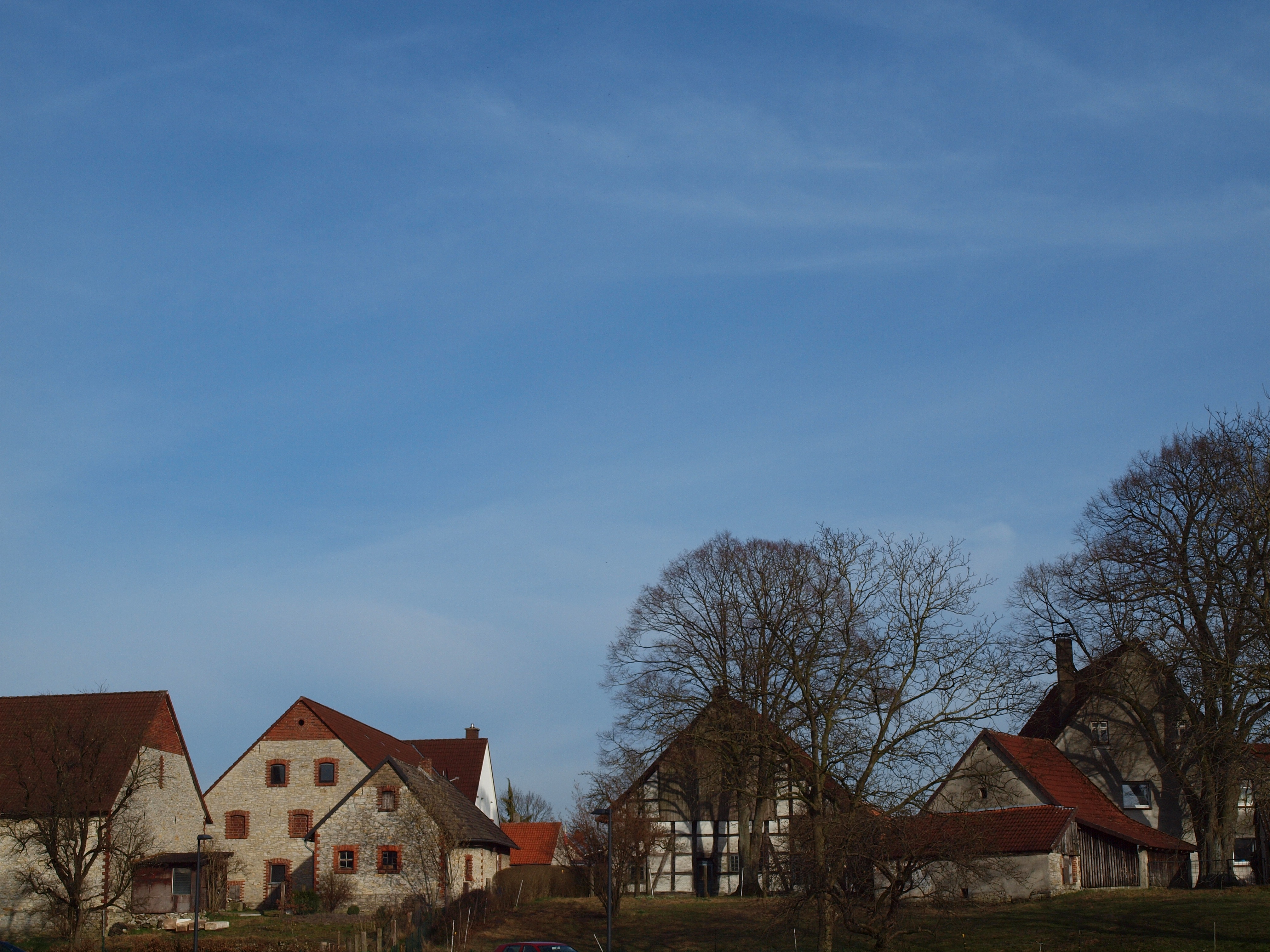
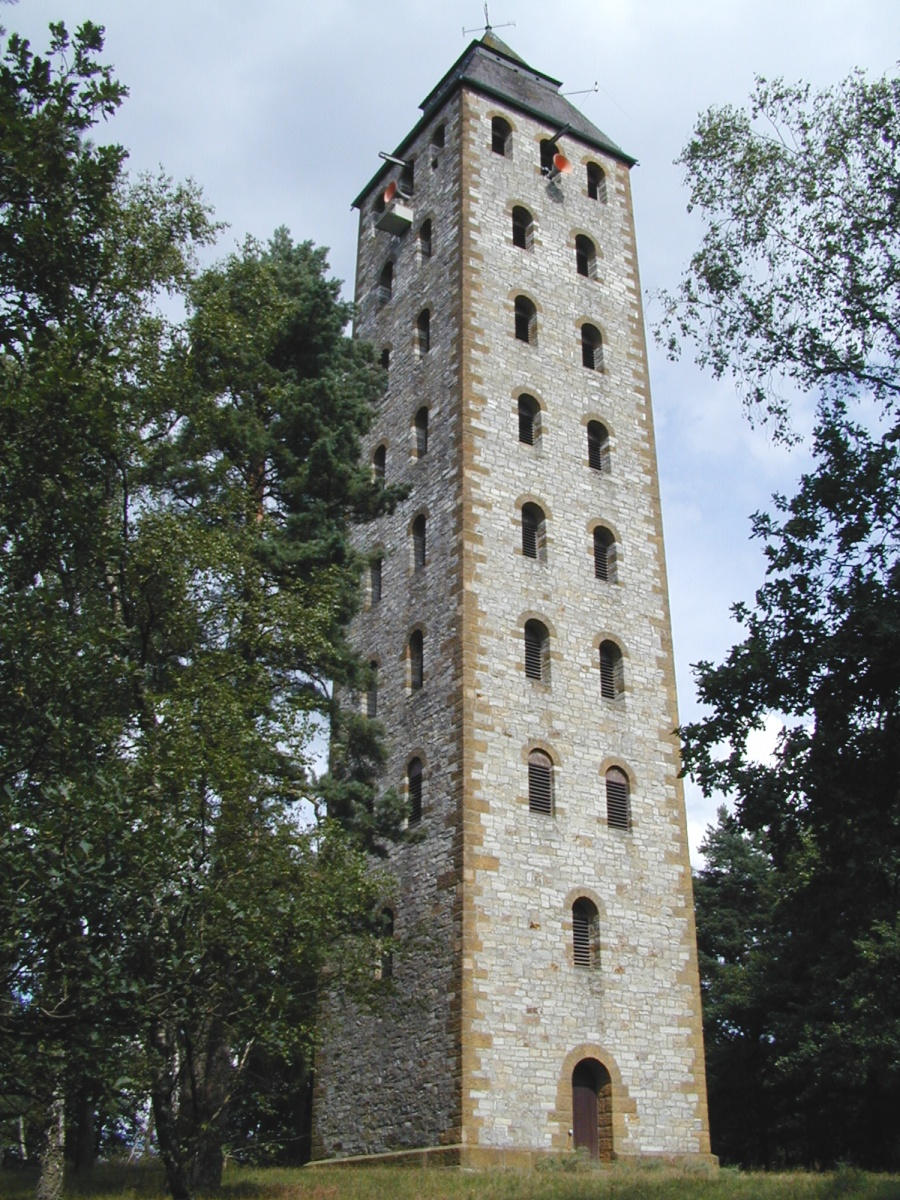
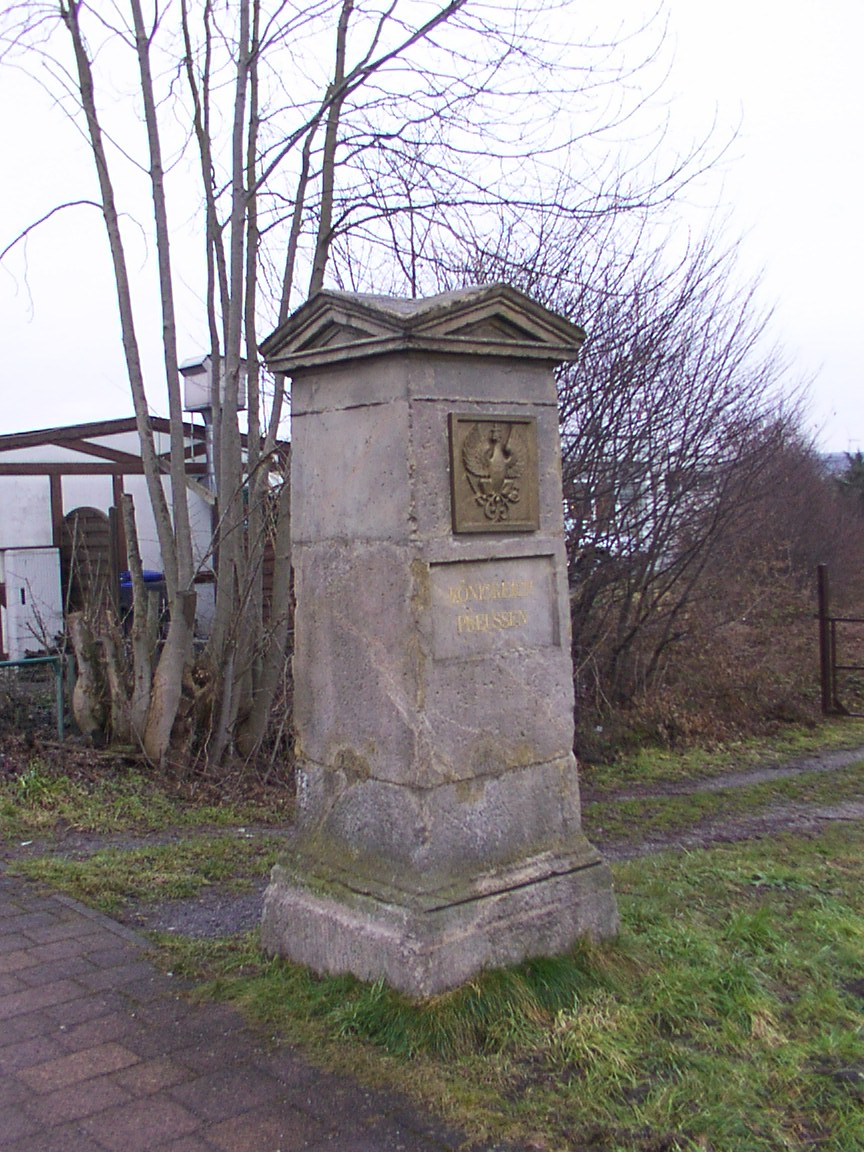
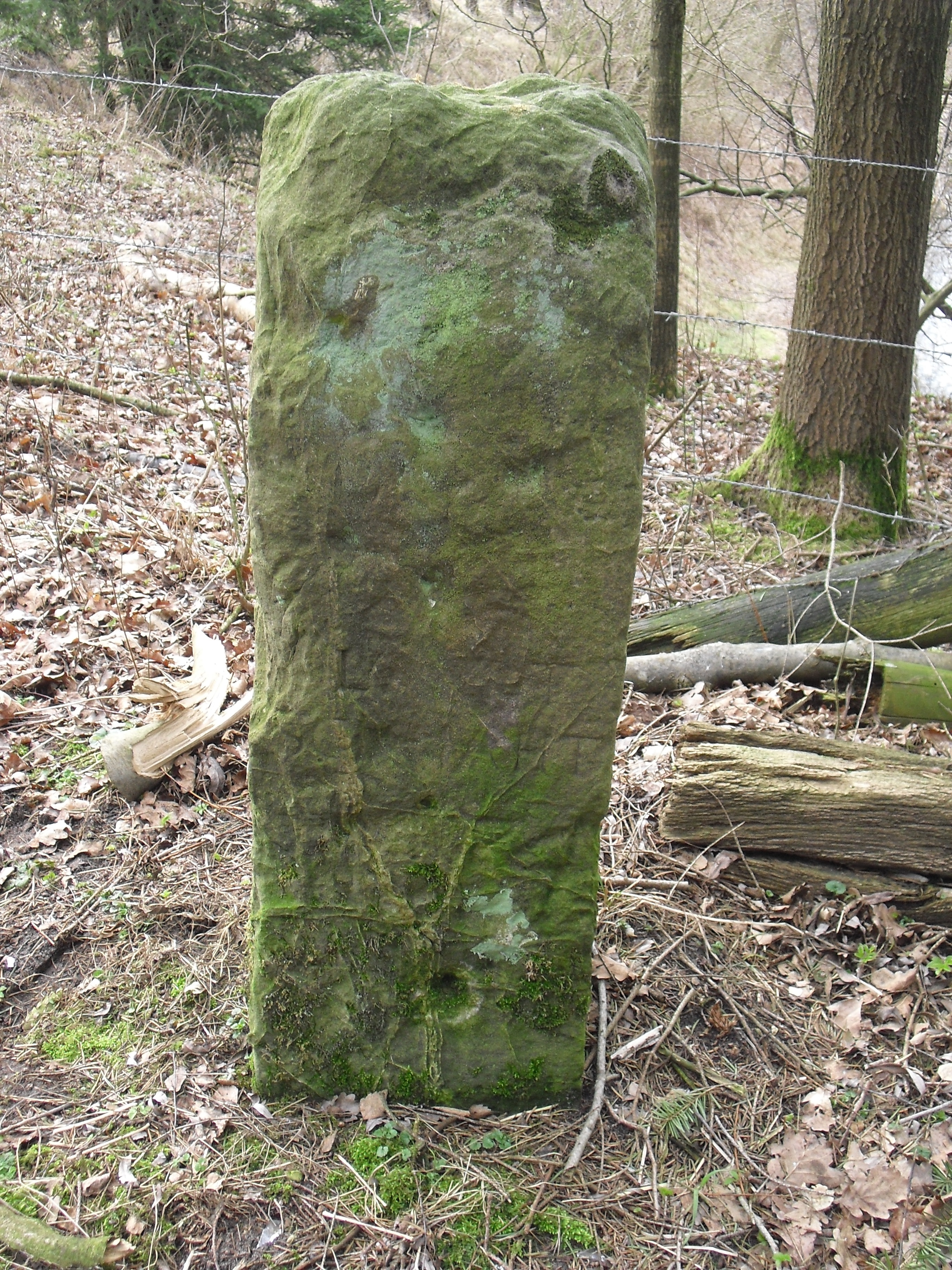
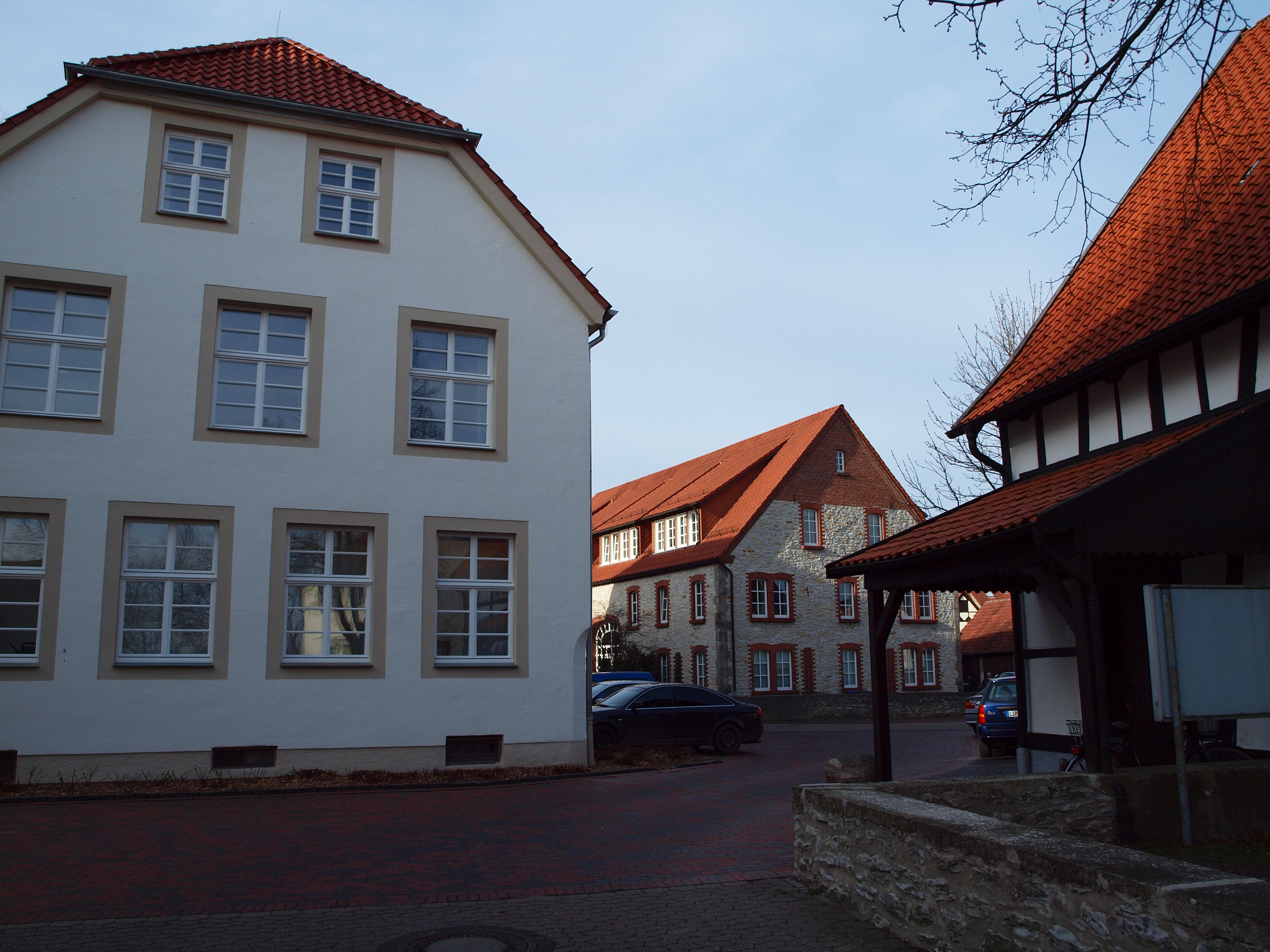
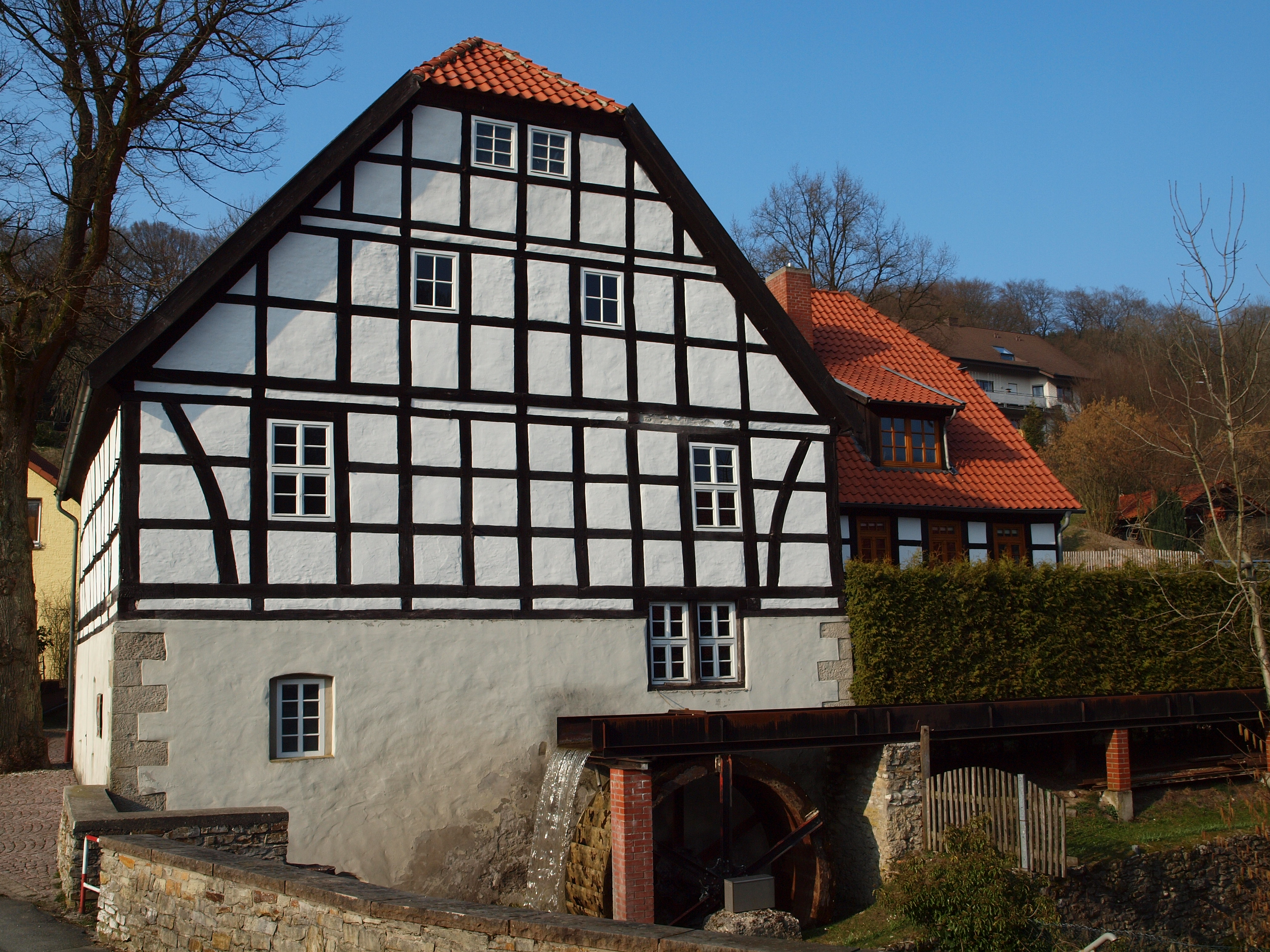

## Nevezetességek
- Vadászkastély

## Népesség
A település népességének változása:
| Lakosok száma | 7154 | 9286 | 9261 | 9276 | 9357 | 9391 |
|               | 1975 | 2017 | 2019 | 2021 | 2022 | 2023 |